# ソルトディーン
ソルトディーン（Saltdean）はイギリス南東部のブライトン・アンド・ホヴに位置する沿岸部の村。村内の一部（イースト・ソルトディーン）は別のディストリクト（ルイス）に属する。ブライトンとニューヘイブンのちょうど中間地点に位置し、それぞれから5マイルずつ離れている。

## 歴史

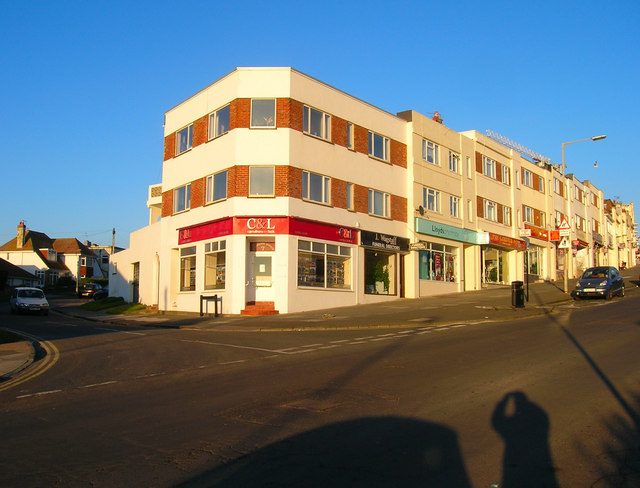
ロングブリッジ・アベニューにある店舗

ソルトディーンはもともとロッティンディーンの広大な農地で、1924年に投機的な住宅・不動産開発のために土地が売却されるまでほとんど人が住んでいなかった。この土地売却の一部は、この土地を開発するため会社を設立した起業家チャールズ・W・ネヴィルによって進められた（彼は最終的に近隣の町ピースヘイブンやロッティンディーンの一部も開発した）。
ソルトディーンには砂利でできたビーチがあり、その前には遊歩道のアンダークリフ・ウォークがある。アンダークリフ・ウォークへのアクセスは崖上から直接、海岸道路から階段、地下トンネルの3種類がある。このアンダークリフ・ウォークはブライトンのパレス・ピアまで続いている。海岸近くの建物は、建築的に最も変化に富んでおり、バウハウスやキュービズムなど、戦間期の国際的なトレンドの影響を受けたものや、スペインの影響を受けたものなどがある。
最も有名な建築物は建築家R・W・H・ジョーンズが設計した第二*級指定建築物のソルトディーン・リドであり、中には図書館や屋外プールなどが設置されている。彼は旧グランド・オーシャン・ホテルなど複数の建築物をこの地で設計し、アール・デコ調の景観を形成した。